# Suedehead: The Best of Morrissey
Suedehead: The Best of Morrissey är ett samlingsalbum av Morrissey, innehållande material som släpptes under hans period på skivbolaget EMI. Albumet släpptes den 8 september, 1997.

## Om albumet
Materialet på albumet varierar från låtar på 1988 års album Viva Hate, till låtar på hans album från 1994, Vauxhall and I. Även hans singel från 1995, "Sunny", är med på albumet. Suedhead domineras av singlar, men även rariteter såsom en cover på "That's Entertainment" av The Jam och den kompletta versionen av "Interlude", en duett med Siouxsie Sioux är med på albumet.

## Låtförteckning
1. Suedehead
2. Sunny
3. Boxers
4. Tomorrow
5. Interlude
6. Everyday Is Like Sunday
7. That's Entertainment
8. Hold on to Your Friends
9. My Love Life
10. Interesting Drug
11. Our Frank
12. Piccadilly Palare
13. Ouija Board, Ouija Board
14. You're the One for Me, Fatty
15. We Hate It When Our Friends Become Successful
16. Last of the Famous International Playboys
17. Pregnant for the Last Time
18. November Spawned a Monster
19. More You Ignore Me, the Closer I Get